# 瑪麗·克里斯蒂娜·科洛
瑪麗·克里斯蒂娜·科洛（英語：Marie Christina Kolo，生於1989 年）是一位來自馬達加斯加的氣候倡議者、生態女性主義者和社會企業家，她提高了全球對馬達加斯加氣候變遷影響的認識，並要求國際社會團結一致應對其影響。

## 生平
科洛出生於 1989 年，在安博迪拉諾長大。 小時候，她觀察到家附近的紡織廠對環境造成的影響，並請願停止污染。 她就讀於巴黎天主教大學，並獲得人道主義和發展計畫管理碩士學位。 她於 2017 年獲得緬因大學曼德拉華盛頓獎學金。
2015 年，科洛開始積極參與氣候工作，當時她在乾旱頻繁的安德羅伊地區擔任聯合國志工。 在此期間，科洛與他人共同創立線上印度洋氣候網絡，作為一個討論平台，成員是來自馬達加斯加、毛里求斯、留尼汪島和塞席爾群島的積極青年。 該平台曾經組織 3000 人參加 2015 年馬達加斯加的首次氣候抗議遊行。
科洛於2016 年創立了社會企業 Green N Kool。 該組織利用回收材料發展遊樂場和景觀，並銷售環境友善產品，為安塔那那利佛和諾西貝地區的一所小學、一個社區中心和社區活動提供資金。 因應 COVID-19 疫情，Green N Kool 推出了一種由廢棄食用油製成的環保洗手皂。 在「無懼旅行」倡議中，該組織致力於解決公共交通的性騷擾問題。
2018 年，科洛與他人共同創立生態女性主義馬達加斯加（Ecofeminism Madagascar），這是一個專注於氣候變遷及氣候變遷與性暴力關係的線上平台。
 同年，她也榮獲世界自然基金會非洲青年獎第二名。
2019年，科洛出席了 2019 年聯合國氣候變遷大會（COP25），並在會上與馬達加斯加環境部長亞歷山大·喬治（Alexandre Georget）公開對質。 她以一封給總統安德里·拉喬利納（Andry Rajoelina）的公開信（“Non à l'âgisme et à la disogynie par les membres de notre gouvernement”）作為回應，批評喬治特的行為，質疑將青年活動者排除在馬達加斯加 COP25 代表團之外，並且抗議政府成員發表反對年齡歧視和厭女症的言論。
2020 年 12 月，科洛領導的團隊因馬達加斯加打擊性侵犯和性暴力的計畫，獲得美國國務院校友參與創新基金獎。
2021 年 4 月，科洛與巴西的帕洛瑪·科斯塔在關於青年氣候行動的虛擬對話中直接向聯合國秘書長安東尼奧·古特雷斯發表講話。 她談到了 COVID-19 和氣候變遷對於她國家的影響，例如 2021 年至 2022 年馬達加斯加飢荒，並呼籲世界其他國家對已經受到氣候變遷影響的國家展現支持。
作為婦女和性別群體的成員，科洛曾參加 2021 年聯合國氣候變遷大會 (COP26)。
2022年末，BBC 將科洛列入2022年百大女性名單 巾幗百名。